# Gerald Mayr
Dr. Gerald Mayr is een Duits ornitholoog en paleontoloog en gespecialiseerd in de vogels van het Paleogeen. 
Mayr promoveerde in 1997 aan de Humboldt-Universität Berlin. In hetzelfde jaar werd hij curator bij de afdeling Ornithologie van het Senckenberg Research Institute in Frankfurt am Main.
Mayr is auteur van diverse studies over vogels uit het Paleogeen, waaronder het boek Paleogene Fossil Birds uit 2009. Hij geldt als een expert ten aanzien van de Eocene fauna van de Messelgroeve. Tot de door Mayr beschreven vogels behoren de kolibrie-achtigen Parargornis en Eurotrochilus, de spechtvogels Picavus, Quasisyndactylus en Rupelramphastoides, de scharrelaarvogel Eocoracias, de uilnachtzwaluw Fluvioviridavis, de grote zeevogel Pelagornis chilensis en de reuzenpinguïn Kumimanu. In 2006 werd de kolibrie-achtige Jungornis geraldmayri naar hem vernoemd.
Daarnaast bestudeerde Mayr met collega's het elfde fossiel van Archaeopteryx, dat duidelijke aanwijzingen voor verwantschap met de Theropoda toont.
- Bibsys: 5011691
- Bibliothèque nationale de France: cb172533451 (data)
- Gemeinsame Normdatei: 13236820X
- International Standard Name Identifier: 0000 0004 2763 5313
- Library of Congress Control Number: n98111579
- Nationale Bibliotheek van Israël: 987007422621705171
- ORCID: 0000-0001-9808-748X
- Réseau des bibliothèques de Suisse occidentale: 02-A012571938
- Système universitaire de documentation: 083624031
- Museum of New Zealand Te Papa Tongarewa: 8949
- Virtual International Authority File: 93878568
- WorldCat: E39PBJgd3cJP9q3PjVkWtxXjmd